# Mandal-Ovoo, Ömnögovi
Mandal-Ovoo (tiếng Mông Cổ: Мандал-Овоо) là một sum của tỉnh Ömnögovi ở miền nam Mông Cổ. Vào năm 2009, dân số của sum là 1.954 người.

## Địa lý
Sum có diện tích khoảng 6.433 km2. Trung tâm sum, Sharkhulsan, nằm cách tỉnh lỵ Dalanzadgad 140 km và thủ đô Ulaanbaatar 490 km.

### Khí hậu
Mandal-Ovoo có khí hậu bán khô hạn. Nhiệt độ trung bình hàng năm trong khu vực là 9 °C. Tháng ấm nhất là tháng 7, khi nhiệt độ trung bình là 31 °C và lạnh nhất là tháng 1, với −16 °C. Lượng mưa trung bình hàng năm là 160 mm. Tháng ẩm ướt nhất là tháng 7, với lượng mưa trung bình là 44 mm, và khô nhất là tháng 2, với 2 mm.

## Kinh tế
Sum có một trường học, bệnh viện, trung tâm thương mại và nhà văn hóa.